# Karl Brdlik
Karl Julius Brdlik (2. listopadu 1874 Linec – 17. května 1948 Heiligenstadt in Oberfranken) byl učitel, etnograf a amatérský archeolog.

## Život a dílo
Narodil se v Linci. Byl synem adjunkta berního úřadu v Ústí nad Orlicí Felixe Karla Brdlika a Marie, rozené Tobnerové z Českých Budějovic. Vystudoval učitelský ústav v Českých Budějovicích. V letech 1895 až 1898 byl učitelem v Polné na Šumavě, v letech 1898–1926 učitelem ve Chvalšinách. Dne 26. července 1902 se oženil s Paulinou Simandlovou z Chvalšin. V letech 1926 až 1935 dělal řídícího učitele v Kájově. Od roku 1935 žil jako důchodce ve Chvalšinách. Zemřel v tržní obci Heiligenstadt in Oberfranken.  
Zajímal jej pravěk jižní Šumavy a své výzkumy publikoval v několika publikacích. Mezi jeho teorie patří názor, že Šumava nebyla v pravěku neprostupná, ale že ji protínalo několik obchodních cest. Mimo jiné prozkoumal pravěké hradiště Raciberk na stejnojmenném vrchu jihovýchodně od Boletic a několik pravěkých mohyl. na Boleticku, Chvalšinsku a Kájovsku. Nejhodnotnější nálezy učinil u vsi Osí (německy Schönfelden), cca 2 km jihozápadně od Chvalšin. Některé nálezy byly uloženy v Muzeu Šumavy v Horní Plané a po jeho zrušení pak v Regionálním muzeu v Českém Krumlově (dříve Okresní muzeum v Českém Krumlově).

### Dílo (výběr)
- BRDLIK, Karl. Funde im Böhmerwald. Gablonz a. N.: Emil Böhme, 1930.
- BRDLIK, Karl. Neue Grabungen im Böhmerwalde. [S.l.]: Emil Böhme, 1931. 25 s.